# Amonostherium parcispinosum
Amonostherium parcispinosum är en insektsart som först beskrevs av Leonardi 1911.  Amonostherium parcispinosum ingår i släktet Amonostherium och familjen ullsköldlöss. Inga underarter finns listade i Catalogue of Life.